# Dávid Katzirz
Dávid Katzirz (* 25. Juni 1980 in Tatabánya, Ungarn) ist ein ehemaliger ungarischer Handballspieler. Er ist 1,90 m groß.
Katzirz wurde meistens auf Rückraum-Links eingesetzt, seine Stärken lagen vor allem in der Abwehr.
Dávid Katzirz debütierte in der ersten Liga 1998 für Pécs KK. 2002 ging er zum Spitzenclub Dunaferr SE, wo er 2004 ungarischer Meister wurde. 2004 wechselte er zu Tatabánya Carbonex KC, nach nur einem Jahr ging er weiter – erstmals ins Ausland – zu Pallamano Secchia nach Italien. 2006 wechselte er dann zum Wilhelmshavener HV in die 1. Handball-Bundesliga. Dort spielte er eine überzeugende Saison und belegte mit seiner Mannschaft den 11. Platz. Daraufhin heuerte er für ein Jahr beim Aufsteiger TUSEM Essen an, ehe er 2008 in seine Heimat zurückkehrte und beim SC Szeged unterschrieb. 2011 gab er ein kurzes Gastspiel beim RK Zagreb. Anschließend lief er für zwei Jahre Csurgói KK und drei Jahre für Tatabánya KC auf. 2016 wechselte er kurzzeitig zu Balmazújvárosi KK, ehe er die letzten vier Jahre seiner Karriere bei Komlói BSK verbrachte.
Dávid Katzirz bestritt 95 Länderspiele für die ungarische Männer-Handballnationalmannschaft. Mit Ungarn nahm er auch an der Weltmeisterschaft 2007 in Deutschland teil, belegte aber nur den 9. Platz.